# Trade-off
Trade-off (deutsch „Austauschbeziehung, Zielkonflikt“, „abwägen“) ist in der Wirtschaftswissenschaft der Anglizismus für einen Zielkonflikt zwischen mindestens zwei gegenläufigen Zielen oder der einer Entscheidung vorausgehende Prozess des Abwägens zwischen zwei sich gegenseitig beeinflussenden Merkmalen.
Tradeoffs treten typischerweise in der Mehrzieloptimierung auf.

## Allgemeines
Allgemein werden die in Wechselbeziehung und in gegenseitiger Abhängigkeit (Interdependenz) befindlichen Merkmale bei negativer Abhängigkeit voneinander als „Trade-off“ bezeichnet. 
Die Beziehung zwischen zwei Zielen ist beim Trade-off derart, dass das eine nicht verfolgt werden kann, ohne die Erreichung des anderen zu gefährden, siehe Pareto-Optimierung.

## Trade-off-Analyse
Die Trade-off-Analyse ist eine Partialanalyse, bei der nur zwei Faktoren wie Eigenschaften oder Merkmale (daher auch Zwei-Faktor-Methode genannt) gegenübergestellt werden. Es werden hier Alternativenpaare ausgewählt, die sich in zwei Zielen unterscheiden und vom Entscheidungsträger als gleichwertig angesehen werden. Sie zielt darauf ab, dem Entscheidungsträger die bestmögliche Alternative (Best Case) für seine Entscheidung aufzuzeigen.

## Beispiele
Trade-offs gibt es in verschiedenen Fachgebieten.

### Volkswirtschaftslehre
In der Volkswirtschaftslehre ist das Magische Viereck von vier wirtschaftspolitischen Staatszielen ein klassischer Trade-off, weil diese Ziele im Regelfall nicht alle gleichzeitig erfüllt werden können. So können die Ziele Geldwertstabilität und Vollbeschäftigung meist nicht gleichzeitig verfolgt werden, weil eine Beschäftigungszunahme meist zur Inflation führt. Dieser Zielkonflikt zwischen Arbeitslosigkeit und Inflation wird in der Phillips-Kurve dargestellt und führt dazu, dass sich die Wirtschaftspolitik nur einer der beiden Größen zu Lasten der anderen widmen kann.
Die Pareto-Optimierung bemüht sich um einen Endzustand, in dem kein Aspekt besser werden kann, ohne einen anderen zu verschlechtern (bis die Möglichkeiten, mit einer Veränderung alle Aspekte zu verbessern, ausgeschöpft sind).

### Betriebswirtschaftslehre
In der Produktionswirtschaft besteht ein Trade-off insbesondere zwischen Produktqualität und Herstellungskosten. Um eine hohe Produktqualität zu erzielen, müssen unter Umständen höhere Kosten in Kauf genommen werden. Wenn man die Kosten senkt, sinkt meist auch die Qualität. Zwischen diesen beiden ökonomischen Größen besteht mithin ein Trade-off, der im konkreten Fall stets neu zu entscheiden ist. Es stehen sich einerseits die Qualitätskosten (für die Qualitätssicherung) und andererseits die Fehlerkosten und Fehlerfolgekosten (durch Fehlproduktion) gegenüber. Höhere Qualitätskosten können jedoch für eine Kostensenkung der Fehler(folge)kosten führen, wenn dadurch der Ausschuss gesenkt und/oder Nacharbeiten vermieden werden. Es kann versucht werden, eine möglichst gute Kombination zu finden (siehe auch Ressourcenallokation).
Im Tourismus wird als Trade-off angesehen, wenn Infrastrukturmaßnahmen im ländlichen Raum zwar Arbeitsplätze schaffen und den Tourismus fördern, aber die so geschaffene Infrastruktur Umweltprobleme und Verlust kultureller Infrastruktur (besonders im Massentourismus) mit sich bringt.
In der Anlage- und Handelsstrategie oder im Portfoliomanagement kann die Rentabilität eines Finanzprodukts ohne Beachtung des Finanzrisikos (Kursrisiko, Emittentenrisiko, Marktrisiko) nicht beurteilt werden, so dass es einen Trade-off zwischen Rendite und Sicherheit gibt. Eine hohe Rendite ist stets mit einem hohen Finanzrisiko verbunden und umgekehrt. Welches Ziel hierbei verfolgt wird, hängt von der Risikoeinstellung des Anlegers ab (hohe Rendite durch den risikofreidigen, hohe Sicherheit durch den risikoscheuen). Einen echten Trade-off kann es deshalb nur bei Risikoneutralität geben. 
Bei Fusionen spielt der Williamson Trade-Off eine Rolle. Er besagt, dass die aus einer Fusion resultierenden Kostensenkungen und Synergien (Nutzen) mit dem durch die Marktmacht bedingten Wohlfahrtsverlust (Kosten) zu vergleichen sind. Überwiegt der Nutzen die Kosten, so ist eine Fusion aus ökonomischer Sicht vertretbar. Er wurde von Oliver E. Williamson erstmals 1968 vorgestellt.

### Ökologie
Zwischen Ökonomie und Ökologie besteht nicht notwendigerweise eine Trade-off-Beziehung derart, dass wirtschaftlicher Erfolg oder Wirtschaftlichkeit nur zu Lasten des Umweltschutzes realisiert werden könnte oder umgekehrt, obwohl Autoren diesen Trade-off als unvermeidlich ansehen.
Die für das Überleben und die Fortpflanzung notwendigen Mengen an Energie und Ressourcen sind begrenzt vorhanden, so dass jeder Organismus Kompromisse („Trade-offs“) eingehen muss und die verfügbare Energie optimal zwischen Wachstum, Fortpflanzung und den basalen Grundfunktionen aufteilen muss.
In der Ökologie beschreibt der Begriff Fitnessnachteile, die ein Organismus bei der besseren Adaptation an einen bestimmten Umweltfaktor zwangsläufig in Bezug auf andere Umweltfaktoren erleidet. Der Vorteil in einem Bereich ist also durch einen nicht vermeidbaren Nachteil in einem anderen Bereich „erkauft“.
Beispielsweise sind die Eigenschaften, die es einer Pflanzenart ermöglichen, besonders gut in der Konkurrenz zwischen verschiedenen Arten (Interspezifische Konkurrenz) zu bestehen (Investition v. a. in Stützgewebe, um größere Wuchshöhe zu erreichen), von Nachteil, wenn es um die Kolonisierungsgeschwindigkeit in neu entstandenen Habitaten geht (Investition v. a. in Samen). Eine Art, die unter nährstoffreichen Bedingungen besonders schnell wachsen und damit Konkurrenten verdrängen kann, ist unter nährstoffarmen Bedingungen unter Umständen aufgrund genau der gleichen Eigenschaften aufgrund höherer Nährstoffverlustraten benachteiligt. Eine größere Tierart kann eine kleinere in der direkten Konkurrenz verdrängen, aber gerade wegen ihrer Größe anfälliger gegen Räuber (Prädatoren) sein. Eine Übersetzung des Begriffs Trade-off ist in der Ökologie nicht üblich.

### Soziobiologie
In der Soziobiologie wird der Begriff nach Eckart Voland mit „Abgleich“ übersetzt. Entsprechend versuchen die Individuen, mit ihrem sozialen Verhalten Abgleich-Probleme zu lösen. In diesen geht es darum, mit Entscheidungen über die Investition von Zeit, Energie und Lebensrisiken die reproduktive Fitness zu erhöhen. Dabei wird in der Lösung der Abgleich-Probleme durch soziales Verhalten auf eine Möglichkeit der Verbesserung der reproduktiven Fitness verzichtet, während eine andere wahrgenommen wird. Das zugrundeliegende Modell der Erklärung des sozialen Verhaltens ist ein ökonomisches. Abgleich-Problemen liegen Allokationskonflikte zugrunde.
Ein Beispiel für ein Abgleichproblem, das sich in der Lebensgeschichte eines Individuums stellt, ist z. B. die Entscheidung darüber, ob es lieber weiterhin in sich selbst investieren soll oder ob es dazu übergehen sollte, sich fortzupflanzen. Ein anderes ist, ob es sich überhaupt selbst reproduzieren soll oder ob es stattdessen die Reproduktionsbemühungenen seiner Verwandten unterstützen soll. Aus der jeweiligen Lösung, die ein Individuum für diese Form von Abgleich-Problemen findet, entstehen individuelle Lebensgeschichten und evolutionär betrachtet tierische und menschliche Persönlichkeiten, die charakteristische Interessen und Merkmalsprofile haben.